# Wydział Socjologii Uniwersytetu Warszawskiego
Wydział Socjologii Uniwersytetu Warszawskiego – wydział Uniwersytetu Warszawskiego kształcący w trybie dziennym na kierunku socjologia. Siedziba Wydziału znajduje się w budynku przy ul. Karowej 18.
Wydział Socjologii powstał w 2020 (wcześniej był to Wydział Filozofii i Socjologii). Jest jednym z najważniejszych w Polsce ośrodków kształcenia i badań w zakresie socjologii. Pracownicy instytutu są autorami lub współautorami licznych publikacji z wielu dziedzin socjologii, w tym podstawowych podręczników z zakresu antropologii, metodologii i statystyki, historii myśli socjologicznej i współczesnych teorii socjologicznych czy socjologii systematycznej.

## Kierunki kształcenia
Dostępne kierunki:
- Socjologia (studia I i II stopnia)
- Socjologia cyfrowa (studia II stopnia)
- Język i Społeczeństwo (studia II stopnia)
- Socjologia interwencji społecznych (studia II stopnia)

## Struktura organizacyjna

### Katedry
| Katedra                                                            | Kierownik                           |
| ------------------------------------------------------------------ | ----------------------------------- |
| Katedra Antropologii Społecznej, Studiów Etnicznych i Migracyjnych | dr hab. Małgorzata Głowacka-Grajper |
| Katedra Historii Myśli Społecznej                                  | dr hab. Andrzej Waśkiewicz          |
| Katedra Metodologii i Teorii Socjologicznej                        | prof. dr hab. Krzysztof Koseła      |
| Katedra Modeli Formalnych i Metod Ilościowych w Socjologii         | dr hab. Jacek Haman                 |
| Katedra Socjologii Cyfrowej                                        | dr hab. Renata Włoch                |
| Katedra Socjologii Polityki                                        | dr hab. Przemysław Sadura           |
| Katedra Socjologii Ekonomicznej i Spraw Publicznych                | dr hab. Joanna Wawrzyniak           |

### Centra
- Centrum Analiz Relacyjnych Kultury i Społeczeństw
- Centrum Deliberacji
- Centrum Badań nad Pamięcią Społeczną

## Władze Wydziału
W kadencji 2024–2028:
| Stanowisko                 | Imię i nazwisko                         |
| -------------------------- | --------------------------------------- |
| Dziekan                    | dr hab. Julia Kubisa, prof. ucz.        |
| Prodziekan ds. naukowych   | dr hab. Wojciech Rafałowski, prof. ucz. |
| Prodziekan ds. studenckich | dr Agnieszka Jasiewicz-Betkiewicz       |

W kadencji 2020–2024:
| Stanowisko                 | Imię i nazwisko                     |
| -------------------------- | ----------------------------------- |
| Dziekan                    | prof. dr hab. Anna Giza-Poleszczuk  |
| Prodziekan ds. naukowych   | dr hab. Małgorzata Głowacka-Grajper |
| Prodziekan ds. studenckich | dr Agnieszka Jasiewicz-Betkiewicz   |